# De Nederlandse Boekengids
De Nederlandse Boekengids is een Nederlands cultureel tijdschrift dat (recensie-)essays, literaire kritieken en wetenschaps- en cultuurbeschouwingen publiceert in de traditie van de New York Review of Books en de London Review of Books. De Nederlandse Boekengids is de opvolger van De Academische Boekengids en beheert ook het archief daarvan.
Het blad bestaat uit langere essays op het kruispunt van wetenschap, cultuur en literatuur. De Nederlandse Boekengids publiceert 'online-first' en is op papier ingedeeld in de katernen:
- Politiek & Maatschappij
- Wetenschap & Wij
- Toen & Nu
- Kunst & Literatuur

De Nederlandse Boekengids wordt zowel in Nederland als in Vlaanderen en Brussel verspreid. Het blad verschijnt zes keer per jaar, twee keer tezamen met literair tijdschrift Armada.
De Nederlandse Boekengids publiceert een reeks over de toekomst van de Neerlandistiek waaraan onder meer Piet Gerbrandy, Marc van Oostendorp, Frans-Willem Korsten, Yra van Dijk en Saskia Pieterse bijdragen leverden.
In de reeks 'Schrijvers over schrijvers' bespreken auteurs een van hun favoriete boeken. Aan de reeks schreven onder anderen Jamal Ouariachi, Persis Bekkering, Maartje Wortel, Basje Boer en Pieter Kranenborg mee.
Ook publiceerde De Nederlandse Boekengids dossiers over privacy in de digitale leefwereld, Michel Foucaults Geschiedenis van de seksualiteit en schrijven in het Turkije van Erdogan.
Sinds 2019 wordt De Nederlandse Boekengids financieel ondersteund door het Letterenfonds en sinds 2020 werkt het blad samen met Eurozine. Sinds 2019 publiceert het de shortlist van de Joost Zwagerman Essayprijs. De stichting die het tijdschrift publiceert is een culturele ANBI.